# Humaria ollaris
Humaria ollaris är en svampart som först beskrevs av Elias Fries, och fick sitt nu gällande namn av Pier Andrea Saccardo 1889. Humaria ollaris ingår i släktet Humaria och familjen Pyronemataceae.   Inga underarter finns listade i Catalogue of Life.